# Cheyyur
Cheyyur (Tamil: செய்யூர் Ceyyūr [ˈtʃejːuːr]) ist ein Dorf im indischen Bundesstaat Tamil Nadu mit knapp 11.000 Einwohnern (Volkszählung 2011).
Cheyyur liegt rund 100 Kilometer südlich von Chennai (Madras) unweit der Küste des Golfs von Bengalen. Zwischen dem Ort und der Meeresküste erstreckt sich eine Lagune, der Odiyur-See. Cheyyur ist Hauptort des Taluks Cheyyur im Distrikt Chengalpattu. Der Ort wird nach dem Panchayat-System von einem Dorfrat verwaltet.
Der State Highway 115 verbindet Cheyyur mit der in fünf Kilometer Entfernung parallel zur Küste verlaufenden East Coast Road und die nationale Fernstraße NH 45.
Es bestehen Pläne, in Cheyyur ein Kraftwerk mit einer Leistung von 4000 Megawatt zu erbauen.

## Persönlichkeiten
- Ambrose Pitchaimuthu (* 1966), ernannter Bischof von Vellore